# Беззубка
Беззубка або жабурниця (Anodonta) — рід прісноводних двостулкових молюсків.
Черепашка видовжено-овальна, у більшості видів тонкостінна, з однаковими стулками, без замкових зубів. Живуть у озерах та річках з повільною течією. Живляться завислими у воді органічними рештками. Їстівні.
У колишньому СРСР беззубки представлені 12 видами, в тому числі 7 видами в Україні. Поширені в Європі, Середній та Північній Азії. У викопному стані відомі з еоцену, в колишньому СРСР — з антропогену Західного Сибіру і України.

## Види
Рід включає види:
- Anodonta anatina Linné, 1758
- Anodonta beringiana Middendorff, 1851
- Anodonta californiensis I. Lea, 1852
- Anodonta cataracta Say, 1817
- Anodonta couperiana I. Lea, 1840
- Anodonta cygnea Linné, 1758 — беззубка звичайна
- Anodonta dejecta Lewis, 1875
- Anodonta gibbosa Say, 1824
- Anodonta hartfieldorum
- Anodonta heardi M. E. Gordon and Hoeh, 1995
- Anodonta imbecillis Say, 1829
- Anodonta implicata Say, 1829
- Anodonta kennerlyi I. Lea, 1860
- Anodonta nuttalliana Lea, 1838
- Anodonta oregonensis I. Lea, 1838
- Anodonta peggyae Johnson, 1965
- Anodonta pseudodopsis Locard, 1883
- Anodonta suborbiculata Say, 1831